# M82 X-2
M82 X-2 est un pulsar X situé à environ 12 millions d'années-lumière dans la galaxie Messier 82. Il émet une énergie équivalente à 10 millions de fois celles du Soleil.
L'objet fait partie d'un système binaire. Si le pulsar possède une masse de 1,4 fois celle du Soleil, alors son compagnon ferait 5,2 fois celle-ci. M82 X-2 effectue une rotation sur lui-même en environ 1,37 seconde et une révolution autour de son compagnon massif en 2,5 jours.
M82 X-2 est une source X ultralumineuse (ULX). Il dépasse sa limite d'Eddington d'environ 2 ordres de grandeur, brillant beaucoup plus que ce que l'on attend d'un objet de cette masse. Observé par les télescopes spatiaux NuSTAR et Chandra, il est l'un des premiers pulsars ULF à avoir été découverts.
Sa luminosité a un profil non-expliqué : elle varie de façon périodique, avec une période de 63,8 ± 0,6 jours et un maximum d'intensité valant 100 fois le minimum.
Ce n'est qu'au cours des années 2010, dans la foulée de l'étude de SN 2014J, que la vraie nature de M82 X-2 a été découverte,.